# De-a rostogolul
De-a rostogolul este un film românesc din 1963 regizat de Florin Anghelescu.